# 约翰·富兰克林·布特
约翰·富兰克林.布林（英語：John Franklin Bolt；1921年5月19日—2004年9月8日），美國海軍陸戰隊海军飞行员。第二次世界大戰和韓戰中的王牌飞行员，退役时为中校军衔。

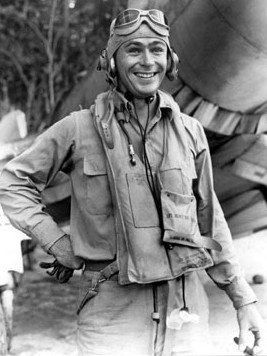
约翰·富兰克林.布林，1943年在太平洋战区的照片